# Sierra de Gratal

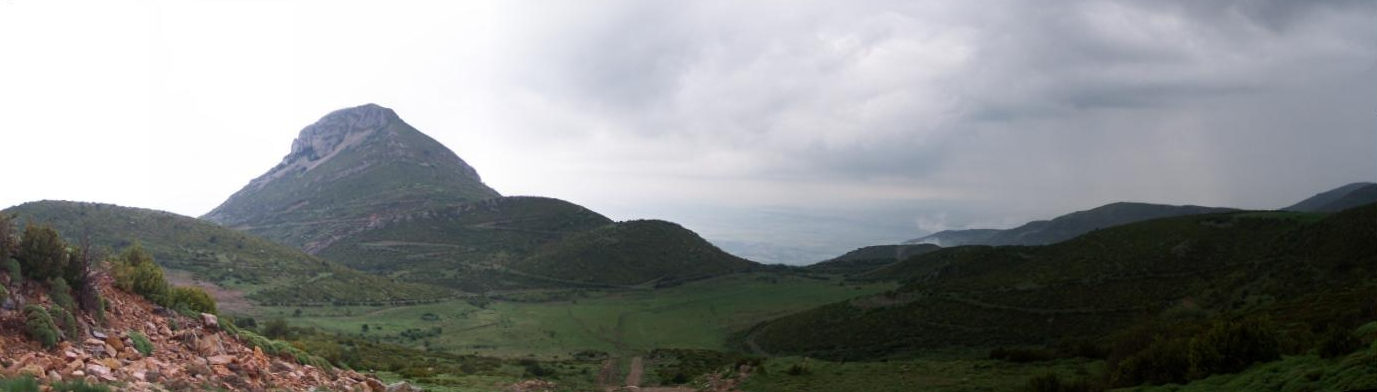
Ansicht des Peña Gratal

Die Sierra de Gratal ist eine aragonesische Gebirgskette, die in den ersten Ausläufern der Pyrenäen liegt und von Westen nach Osten ausgerichtet ist. Im Westen ist die Sierra de Gratal von der Sierra Caballera durch die Schluchten des Flusses Salado, einem Nebenfluss des Sotón, im Einzugsgebiet des Flusses Gállego getrennt. Im Osten trennt die Foz de San Clemente, die vom Fluss Isuela (einem Nebenfluss des Flumens im Becken des Alcanadre) ausgegraben wurde, die Sierra de Gratal von der Sierra del Águila.
Die Sierra de Gratal liegt in der Comarca Hoya de Huesca im Nordosten der Stadt Huesca. Eine der Haupthöhen, der Triangulationspunkt, ist der Peña Gratal, mit 1.543 Metern Höhe. Die höchste Erhebung ist der Pico de la Calma, der am Nordhang des Berges am Fuße des Arguis-Stausees liegt und 1.581 Meter hoch ist. Auf dem Südhang ist der Pico Gratal mit 1.567 Metern die zweite Höhe der Gebirgskette. Der Pico San Julián ist mit 1.528 Metern der vierte Gipfel mit einer Höhe von mehr als 1.500 Metern.
Die Nebenflüsse am rechten Ufer des Isuela, der Venia und seine Nebenflüsse sowie die Nebenflüsse des Salado am linken Ufer sammeln die Wasser der Sierra de Gratal.
Das Gebiet der Sierra de Gratal ist zwischen den Gemeinden Arguis, Nueno und Lierta aufgeteilt, während die Städte Nueno, Arascués und Lierta am Fuße des Südhangs der Sierra de Gratal liegen.